# Samarinda International Airport

i8
i11
i13
Der Samarinda International Airport (Jawi: فرودگاه سیرینگ, IATA-Code: AAP, ICAO-Code: WALS) ist ein im Mai 2018 eröffneter Flughafen Samarindas. Er ist auch als Flughafen Sungai Siring bekannt, um ihn von seinem Vorgängerflughafen Temindung Airport (IATA-Code: SRI) zu unterscheiden.

## Bauphase
Da der alte Flughafen Temindung überlastet war und die Anwohner sich über den Fluglärm beschwerten, entschloss man sich zum Bau eines neuen Flughafens.
Die Bauarbeiten begannen 2005. Mit der Fertigstellung der Landebahn wurde im März 2014 begonnen. Die Baukosten betrugen insgesamt rund 292 Millionen US-Dollar.

## Terminal

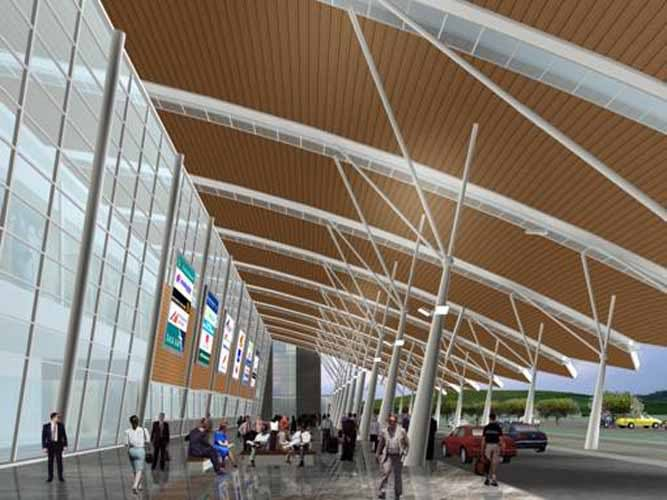
Terminal 1

Der Samarinda International Airport soll einen Terminal mit 16 Check-in-Schaltern besitzen. Im 1. Geschoss wird die Abflughalle und im Erdgeschoss die Ankunftshalle sein.
Das Passagierterminal mit seinen 4 Flugsteigen wird von einem Dach aus gekrümmten Aluminium überspannt.

## Fluggesellschaften und Ziele
Wichtige Fluggesellschaften, für die geplant ist Samarinda anzufliegen, sind Aviastar Mandiri, Kal Star Aviation, MASwings, Merpati Nusantara Airlines, Susi Air, Trigana Air Service und Wings Air.
Die wichtigsten Flugziele sollen dabei Bali, Banjarmasin, Berau, Datadawai, Jakarta, Long Apung, Makassar, Malinau, Melak, Palangkaraya, Pontianak, Surabaya, Tanjung Selor, Tarakan und Tawau sein.